# Victoria Peak
Victoria Peak – najwyższy szczyt Belize zbudowany ze sfałdowanych w trzeciorzędzie wapieni i marglii paleozoicznych. Wznosi się 1122 metrów nad poziomem morza w paśmie Gór Maya.